# Chu Du
Chu Du (chữ Hán: 周瑜, bính âm: Zhōu Yú; 175–210), tự Công Cẩn (公瑾), đương thời gọi là Chu Lang (周郎), là danh tướng và khai quốc công thần của nước Đông Ngô thời Tam Quốc.
Chu Du nổi tiếng với chiến thắng ở Xích Bích trước đại quân của Tào Tháo. Trận Xích Bích là trận chiến lớn bậc nhất thời đó, là một bước ngoặt quan trọng trong lịch sử giúp phân định cục diện Tam Quốc, nên tên tuổi của ông mãi đi vào lịch sử Trung Quốc.
Trong tiểu thuyết Tam Quốc diễn nghĩa của La Quán Trung, nhân vật Chu Du được mô tả là vị tướng tài trí, có uy tín trong toàn quân, nhưng có nhược điểm là đố kị, vì thua trí kém tài Gia Cát Lượng nên luôn tìm cách hãm hại nhân vật này và cuối cùng bị Gia Cát Lượng bày kế chọc tức 3 lần, khiến vết thương tái phát mà chết. Đây chỉ là tình tiết hư cấu của nhà văn, không hề có trong sử sách. Tuy nhiên, do sự nổi tiếng của tác phẩm văn học này, danh tiếng và hình tượng Châu Du trong văn hóa dân gian từ đó bị các tình tiết hư cấu này làm cho xấu đi, và câu nói "Trời sinh Du sao còn sinh Lượng" vẫn được nhiều người nhắc tới dù không có thật.

## Cuộc đời và sự nghiệp

### Thời trẻ

#### Thân thế
Chu Du xuất thân từ gia đình danh giá, nhiều đời đều làm quan. Cha ông là Chu Dị (周異) từng làm Huyện lệnh Lạc Dương, chú là Chu Thượng (周尚) có thời gian làm Thái thú Đan Dương. Ông nội là Chu Cảnh (周景) và bác là Chu Trung (周忠) đều từng làm quan đến chức Thái úy. Ông cố là Chu Vinh (周榮), thời Chương Đế – Hòa Đế làm đến chức Thượng Thư lệnh.
Chu Du sinh ra và lớn lên tại huyện Thư, quận Lư Giang (nay là Thư Thành, An Huy). Sử sách ghi lại rằng ông "cao lớn, cường tráng, đẹp trai", tuổi trẻ đã rất am hiểu âm nhạc. Nếu nhạc đánh sai một nốt, dù đã uống say, Chu Du vẫn biết ngay, bởi vậy thời ấy có câu rằng "Khúc hữu ngộ, Chu Lang cố" (khúc nhạc lỡ sai, Chu Lang ngoảnh lại).

#### Kết bạn với Tôn Sách
Lư Giang thuộc vùng Hoài Nam của Trung Nguyên, nhưng rất gần đất Ngô Việt. Khi Tôn Kiên khởi binh đánh Đổng Trác (năm 190) đã đưa cả nhà đến đó, ở lại huyện Thư. Chu Du gặp con trai Kiên là Tôn Sách, hai người bằng tuổi nhau, trở thành bạn rất thân.
Chu Du nhường gian nhà phía Nam để gia đình Tôn Sách ở trọ, lại lên nhà lạy chào mẹ của Sách, chia sẻ đồ đạc của cải dùng chung. Hai người cùng kết giao với các danh sĩ ở Giang Nam, trở nên nổi tiếng.

### Giúp Tôn Sách lập nghiệp
Năm 191, Viên Thuật phái Tôn Kiên đi đánh Lưu Biểu. Kiên chết trong trận Tương Dương. Tôn Sách sau một thời gian cống hiến cho Thuật không được trọng dụng bèn tìm cách ly khai. Chu Du lúc này đang ở Đan Dương với người chú là quan thái thú vùng đó.

#### Chinh phạt Giang Đông
Năm 194, Tôn Sách 20 tuổi, bắt đầu khởi binh ở Lịch Dương, ôm chí muốn sang sông chinh phục Giang Đông, bèn viết thư cho Chu Du. Du lập tức đem binh lương giúp Tôn Sách. Sách rất mừng, nói: "Có ông giúp, việc lớn của ta ắt xong!".
Chu Du cùng Tôn Sách đánh lấy Hoành Giang (橫江), Dương Lợi (當利), rồi vượt sông đánh bại Trích Dung và Tiết Lễ, chiếm được Mạt Lăng (秣陵). Họ tiếp tục đánh Hồ Thục (湖孰), Giang Thừa (江乘), tiến vào Khúc A (曲阿) tấn công Thứ sử Dương châu là Lưu Do, đuổi Do bỏ chạy. Quân Tôn Sách và Chu Du đánh đâu thắng đó, tập hợp được hàng vạn người. Lúc đó Tôn Sách cho rằng quân lực đã đủ, bảo Chu Du về Đan Dương (gia đình của ông vẫn đang ở đó), còn Sách tiếp tục đi đánh Ngô quận và Cối Kê, bình định vùng Sơn Việt.

#### Kết giao với Lỗ Túc
Viên Thuật sai em họ là Viên Dận ra làm Thái thú Đan Dương thay Chu Thượng, hai chú cháu cùng về Thọ Xuân. Thuật thấy Du là người có tài, bèn mời làm tướng, nhưng ông nhận thấy Viên Thuật không làm nên việc lớn, nên tìm cách thoái thác, chỉ xin làm quan huyện ở Cư Sào để sau này dễ trở về Giang Đông theo Tôn Sách.
Trong thời gian ở Cư Sào, Chu Du nghe tiếng Lỗ Túc ở Đông Thành giàu có phóng khoáng, hay đem tiền của chia cho người nghèo và thích kết giao danh sĩ, bèn mang trăm người đến chỗ Túc mượn lương thảo. Nhà Lỗ Túc có hai vựa lúa lớn, liền đem một vựa tặng luôn cho Chu Du. Du rất khâm phục, hai người kết bạn với nhau.

#### Cùng Lỗ Túc sang Giang Đông
Ít lâu sau, Viên Thuật mời Lỗ Túc ra làm quan huyện Đông Thành, nhưng Túc cũng tìm cách từ chối, rồi dẫn cả nhà hàng trăm người đi đến Cư Sào gặp Chu Du. Sang năm 198, cả hai đưa gia quyến cùng rời Cư Sào, vượt sông về Ngô quận. Tôn Sách nghe tin Chu Du về Ngô quận bèn tự mình ra đón và phong ông làm Kiện Uy Trung Lang Tướng (建威中郎將), giao cho 2000 quân và 50 ngựa chiến. Sách lại cấp cho ông một toán quân nhạc, sửa sang nhà cửa, ban tặng cho nhiều thứ khác, rồi nói:
| “ | Chu Công Cẩn anh tuấn, có tài lạ, cùng với ta là bạn từ thuở còn để chỏm, thân như cốt nhục. Lúc trước ở Đan Dương phát binh cùng thuyền tải lương giúp ta lập nên đại sự, luận ơn đức để bồi đáp công lao, như thế cũng chưa đủ báo đáp. | ” |

#### Chu Lang sánh với Tiểu Kiều
Năm ấy Chu Du 24 tuổi, người ở Ngô quận đều khen ngợi ông và gọi là "Chu Lang". Ông được sai trấn thủ Ngưu Chử vốn ở gần Lư Giang, sau đó kiêm chức quan huyện Xuân Cốc.
Năm 199, Tôn Sách muốn đi đánh Hoàng Tổ ở Giang Hạ (thuộc Kinh châu của Lưu Biểu) để báo thù cho cha. Chu Du được phong làm Trung hộ quân, Thái thú Giang Hạ, cùng Sách và Lã Phạm, Trình Phổ kéo quân đi. Trên đường đi thì được tin Viên Thuật chết, lực lượng phân hóa làm hai: Viên Dận đến Hoãn Thành (皖城, còn dịch là Uyển Thành) nương tựa Thái thú Lư Giang là Lưu Huân, còn Dương Hoằng và Trương Huân định đến hàng Tôn Sách nhưng lại bị Lưu Huân chặn đường giết chết. Tôn Sách rất hận Lưu Huân, dùng kế lừa Lưu Huân đi đánh Thượng Diên rồi cùng Chu Du mang 2 vạn quân tập kích vào quận Lư Giang, chiếm được Hoãn Thành, tiếp quản toàn bộ số quân cũ của Viên Thuật được khoảng 3 vạn.
Tại Hoãn Thành có hai tiểu thư xinh đẹp nổi tiếng, là con của Kiều công. Tôn Sách và Chu Du cùng đến hỏi làm vợ. Giang Biểu truyện của Ngu Phổ chép: Sách đến xem mặt xong, nói đùa với Du rằng:
| “ | Hai cô con gái của Kiều Công tuy phải chịu loạn ly, nhưng được hai người chồng như chúng ta, cũng vinh hạnh lắm chứ. | ” |

Tôn Sách lấy Đại Kiều, còn Chu Du lấy Tiểu Kiều.

#### Bình định Dự Chương, trấn giữ Ba Khâu
Lưu Huân mất thành, chạy về phía tây cầu viện Hoàng Tổ. Hoàng Tổ gửi 5.000 thủy quân thiện chiến tới giúp Lưu Huân. Quân Tôn Sách lại đánh bại Lưu Huân, thu được trên 2.000 quân cùng 1.000 chiến thuyền của Huân.
Lưu Huân phải chạy về phía bắc hàng Tào Tháo. Tôn Sách và Chu Du quay sang đánh Hoàng Tổ. Hai bên đánh một trận lớn ở gần Vũ Xương. Dù có viện binh từ Lưu Biểu, nhưng Hoàng Tổ vẫn bại trận. Tuy thắng nhưng Tôn Sách phải quay về bình định nốt Dự Chương. Hoàng Tổ vẫn giữ được Giang Hạ.
Chu Du theo Tôn Sách tiến đến Dự Chương, dụ hàng Thái thú Hoa Hâm (dưới quyền Lưu Do đã chết), thu được quận Dự Chương. Tôn Sách mang đại quân về Khúc A, Chu Du được lệnh đóng quân trấn giữ Ba Khâu.

### Giúp Tôn Quyền

#### Về Ngô chịu tang, lo việc chính sự
Năm 200, Tôn Sách mới 25 tuổi đã hùng cứ một phương, chiếm lĩnh 5 quận Giang Đông là Cối Kê, Ngô quận, Đan Dương, Dự Chương và Lư Lăng. Một hôm, Sách đang cưỡi ngựa ra ngoài thì bị thích khách ám hại, vết thương rất nặng, gọi Trương Chiêu đến dặn dò, trao lại ấn tín cho em là Tôn Quyền rồi chết. Chu Du nghe tin liền mang binh từ Ba Khâu về Ngô quận chịu tang Tôn Sách. Ông được Tôn Quyền giữ lại, phong làm Trung hộ quân (中護軍) nắm giữ binh quyền, cùng Trưởng sử Trương Chiêu giúp Quyền lo việc đại sự. Ông trở thành nhân vật số hai trong chính quyền họ Tôn sau Trương Chiêu.

#### Tình hình Đông Ngô lúc đó
Tôn Sách tuy đã đặt xong nền móng cho nước Đông Ngô sau này, nhưng cái chết của ông đã khiến tập đoàn họ Tôn có nguy cơ tan vỡ, nguyên nhân như Tôn Thịnh nói là: "nghiệp không có tích đức cơ bản, bang không có cơ sở vững chắc". Họ Tôn tuy gốc gác ở Giang Đông, nhưng không phải danh gia "sĩ tộc"; Tôn Kiên khởi nghiệp ở vùng Hoài-Tứ, được cho là "Giang Tây", lại phục vụ cho "phản thần" Viên Thuật. Vì vậy, Tôn Sách đem quân cũ của cha sang sông chinh phạt Giang Đông, thì người Giang Đông coi họ Tôn là người ngoài vào xâm lược, tuy khống chế được 5 quận nhưng là do dùng vũ lực đoạt được, nhiều nơi còn chưa thần phục. Sách lại trấn áp bằng cách "giết các anh hào" chống đối, khiến nhiều người căm hận.
Trong chính quyền non trẻ của họ Tôn lúc này lại không đồng lòng, chia làm 3 phái chính:
- Một là "tướng lĩnh Hoài-Tứ", gồm những người đã theo Tôn Kiên, Tôn Sách từ trước, cùng vượt sông sang đánh chiếm Giang Đông như: Trình Phổ, Hoàng Cái, Hàn Đương, Tưởng Khâm, Chu Thái... và đứng đầu là Chu Du. Nhóm này trung thành với họ Tôn, và chủ yếu là tướng lĩnh quân sự.
- Hai là "Bắc sĩ lưu vong", gồm những người đã chạy loạn từ phương Bắc xuống miền Nam lánh nạn, như: Gia Cát Cẩn, Bộ Chất, Nghiêm Tuấn, Trương Hoành, và tiêu biểu là Trương Chiêu. Nhóm này chủ yếu là quan văn, tư tưởng phân tán, mỗi người một ý, lo thân mình trước.
- Ba là "tứ đại gia tộc Giang Đông" gồm Ngu, Ngụy, Cố, Lục, gồm những nhân sĩ như: Ngu Phiên, Ngụy Đằng, Cố Ung, và Lục Tốn. Nhóm này căm ghét họ Tôn, tìm cách chống đối.

Tôn Quyền lúc đó còn nhỏ tuổi, nhờ có Trương Chiêu và Chu Du phò tá, một văn một võ, một già một trẻ, như là hai trụ chống trời, mới khiến sự nghiệp họ Tôn đứng vững và tiếp tục phát triễn.
Lúc trước Lỗ Túc đưa cả nhà sang sông cùng Chu Du, nhưng dừng lại ở Khúc A. Không rõ ông có phục vụ cho Tôn Sách hay không (nếu có thì không được trọng dụng), nhưng Chu Du lúc này tiến cử Túc với Tôn Quyền. Hai người sau khi hội đàm thì tâm đầu ý hợp, Lỗ Túc trở thành nhà hoạch định chiến lược được Tôn Quyền yên mến.

#### Khuyên Tôn Quyền không gửi con tin
Năm 202, Tào Tháo đánh thắng Viên Thiệu, thế lực rất thịnh, hạ chiếu thư yêu cầu Tôn Quyền đưa con vào Hứa Xương làm con tin. Tôn Quyền triệu tập quần thần thương nghị. Trương Chiêu đứng đầu các quan, nhưng lại do dự không quyết. Quyền bèn dẫn riêng Chu Du đến chỗ mẹ mình để bàn định.
Chu Du phân tích rằng Tôn Quyền nay kế thừa cơ nghiệp cha anh, nắm giữ 6 quận, binh hùng tướng mạnh, quân lương đầy đủ, sản vật giàu có, lòng dân quy phục, có sông nước thuận tiện di chuyển, đủ sức chống bất kỳ kẻ địch nào, chẳng có lý do gì phải gửi con tin để rồi bị lệ thuộc vào Tào Tháo. Ngô thái phu nhân nói:
| “ | Lời bàn của Công Cẩn đúng lắm. Công Cẩn cùng với Bá Phù cùng tuổi, nhỏ hơn một tháng, ta coi như con ta, mày phải xem như anh trai vậy. | ” |

Quyền nghe lời, không đưa con vào triều làm tin. Tào Tháo đang bận bình định Hà Bắc nên cũng chưa thể quan tâm tới miền Nam.

#### Xuất binh diệt Hoàng Tổ
Năm 206, Chu Du dẫn theo em họ Tôn Quyền là Tôn Du (孫瑜) đi đánh dẹp hai đồn Ma (麻), Bảo (保) của giặc cướp, chém đầu bọn thủ lĩnh, bắt sống hơn vạn người. Cùng năm ấy, tướng của Hoàng Tổ là Đặng Long (鄧龍) đem mấy ngàn quân xâm nhập Sài Tang, bị Chu Du đem binh truy kích. Long bị bắt sống, giải về Ngô quận.
Năm 208, Tôn Quyền lại ra quân đánh Hoàng Tổ. Chu Du được phong Tiền Bộ Đại Đốc (前部大督), thống lĩnh chư tướng. Chu Du cùng Lã Mông, Lăng Thống, Cam Ninh đốc thúc binh sĩ ra sức tấn công cả hai đường thủy bộ, đại thắng Hoàng Tổ. Tổ bỏ chạy, bị bắt sống và xử tử. Quân Ngô chiếm được Giang Hạ, nhưng Lưu Biểu đưa quân Kinh châu đến cứu, nên phải rút lui. Biểu cho con là Lưu Kỳ trấn thủ Giang Hạ.
Tào Tháo nghe tin Tôn Quyền tiến sang Kinh châu, vội khởi đại quân nam tiến để tranh giành Kinh châu.

#### Thuyết phục Tôn Quyền kháng Tào
Lưu Biểu chết bệnh, con là Lưu Tông đầu hàng Tào Tháo. Tào Tháo chiếm được Kinh Châu, thu được hết thủy quân Kinh châu, chiến thuyền, cùng mấy chục vạn quân bộ, khiến người ở Giang Đông đều kinh hãi, lo lắng.
Tháo lấy danh nghĩa của Hán đế yêu cầu Tôn Quyền đầu hàng. Quyền gọi quần thần dưới trướng đến hỏi kế sách. Đa phần đều cho rằng nên hàng, bởi Tháo mang danh Thiên Tử nay lại được thủy quân Kinh Châu, lợi thế của Trường Giang đã không còn.
Chu Du không đồng ý, cho rằng Tào Tháo "giả danh tướng nhà Hán, kỳ thực là giặc nhà Hán", còn Tôn Quyền "thừa kế cơ nghiệp cha anh, binh hùng tướng mạnh, phải vì nhà Hán diệt trừ kẻ bạo tàn", đồng thời chỉ ra "Tháo đang tự tìm chết" bằng cách phân tích 4 điều kỵ trong binh pháp mà Tào Tháo phạm phải:
- Đất Bắc chưa thật sự yên, vùng Tây Lương có Mã Đằng, Hàn Toại là mối lo sau lưng Tháo.[60]
- Thủy chiến vốn là sở trường của quân Ngô, không phải của quân phương Bắc.[60]
- Thời tiết hiện rất lạnh, ngựa không có cỏ ăn.[60]
- Binh sĩ Trung Nguyên không quen thủy thổ phương Nam, sẽ sinh bệnh tật.[60]

Ông tiếp tục: "Du này xin được cấp ba vạn tinh binh, tiến đến đóng giữ Hạ Khẩu, bảo đảm sẽ vì Tướng quân mà phá tan quân giặc".
Tôn Quyền nghe Chu Du phân tích xong, nói "Ngươi nói rất hợp ý cô, thực là trời đem ngươi đến cho ta vậy!", rồi chụp lấy thanh đao chém đứt góc bàn, nói: "Ai còn dám nói đến chuyện đón rước Tháo, sẽ như cái bàn này".
Kết thúc buổi chầu, Chu Du lại vào thưa về thực lực đôi bên để Tôn Quyền khỏi lo lắng:
- Quân Tào nói có tổng cộng 800.000, thật ra chỉ có khoản 150.000 đến 160.000, lại mệt mỏi lắm rồi.[62]
- Hàng quân của Lưu Biểu chỉ 70.000 đến 80.000, trong lòng lại hồ nghi.[62]
- Địch vừa mệt vừa không đồng lòng nên dẫu đông cũng không đáng sợ, chỉ cần 50.000 binh là đủ khắc chế.[62]

Tôn Quyền vỗ vai Chu Du nói "Khanh nói rất hợp lòng Cô". Trước mắt không tập hợp nổi 50.000 người, Chu Du lĩnh 30.000 binh cùng Trình Phổ đi đối địch Tào Tháo ở Xích Bích.
Bùi Tùng Chi chú giải Tam quốc chí cho rằng người đầu tiên khuyên Tôn Quyền đánh Tào là Lỗ Túc, sau đó Chu Du thuyết phục được Quyền hạ quyết tâm, đây là công của cả hai người.
Trong tiểu thuyết Tam quốc diễn nghĩa, nhà văn La Quán Trung đã hư cấu ra tình tiết nhân vật Gia Cát Lượng sử dụng bài phú Đồng Tước đài để khích nhân vật Chu Du đánh Tào, đây là việc hoàn toàn không có thật bởi ba năm sau đó Tào Tháo mới cho xây Đồng Tước đài, và hai năm sau nữa Tào Thực mới làm bài phú này. Sử gia Dịch Trung Thiên cho rằng vở kịch "Khổng Minh dùng kế khích Chu Du" của La Quán Trung thật sự khôi hài, dựng nên hình tượng Gia Cát Lượng, Chu Du, Lỗ Túc đều "chẳng ra gì": nhân vật Lỗ Túc ngẩn ngơ đần độn, nhân vật Gia Cát Lượng lên mặt ta đây dối trá lung tung mất tư cách, nhân vật Chu Du không lo quốc gia hưng vong mà đánh Tào chỉ vì ghen tuông...

### Xích Bích nổi danh

#### Hợp quân với Lưu Bị
Lưu Bị thua to ở Trường Bản, phải bỏ cả vợ con chạy về Hạ Khẩu. Lúc này Lỗ Túc đến, giới thiệu rằng mình là bạn Gia Cát Cẩn, khuyên Lưu Bị liên minh với Tôn Quyền. Bị cử Gia Cát Lượng làm sứ giả tới Giang Đông. Quyền phong cho Chu Du là Tả Đô Đốc (左督), Trình Phổ làm Hữu Đô Đốc (右督), Lỗ Túc làm Tham quân Hiệu Úy, dẫn 3 vạn binh mã đi hợp quân với Lưu Bị.

#### Tôn, Lưu lo lắng; Chu Du tự tin
Lúc Chu Du dẫn quân đi, Tôn Quyền vẫn nghi ngờ khả năng chiến thắng. Quyền vỗ vai ông, nói: "Đô đốc hãy tận lực, dốc hết sức, nếu có gì không thuận lợi thì còn có ta đây. Ta sẽ quyết một trận sống mái với Tào Tháo, quyết không hối hận".
Thuyền của Chu Du đi trước ra Phàn Khẩu, đại quân chưa đến, thì Lưu Bị đã tới gặp. Hai người bàn chuyện ở trên thuyền, Bị hỏi quân số Đông Ngô được bao nhiêu. Chu Du thản nhiên trả lời: "Chỉ có hơn 3 vạn". Lưu Bị rất thất vọng và lo lắng vì thấy quân quá ít. Chu Du tự tin nói: "Lưu Dự Châu xem tôi đánh bại Tào A Man nhé!".
Lưu Bị về trại càng nghĩ càng thấy lo sợ, ngầm sai Quan Vũ đi bố trí sẵn ở bờ bắc sông Hán Thủy, đề phòng nhỡ khi thua thì còn có chỗ đấy để chạy về.

#### Dùng kế của Hoàng Cái, hỏa thiêu Xích Bích
Đúng như tiên đoán của Chu Du, quân Tào bị dịch bệnh, mới giao chiến một trận đã thua, phải thối lui đóng ở bờ bắc sông Xích Bích, quân Ngô đóng ở bờ nam.
Quân của Chu Du ít hơn nhiều, nhưng lại chiếm ưu thế về thủy chiến, Tào Tháo không thể qua sông nên đóng trại ở bờ bắc để huấn luyện quân. Lúc này là mùa đông giá rét, gió bắc thổi mạnh, thuyền bè chao đảo, trong quân Tào nhiều người mắc bệnh. Để giải quyết vấn đề này, Tào Tháo ra lệnh dùng xích sắt nối thuyền lớn lại theo lối của kị binh liên hoàn mã, gọi đó là "Liên hoàn thuyền".
Trong tiểu thuyết Tam quốc diễn nghĩa, nhà văn La Quán Trung đã thêm tình tiết hư cấu rằng Bàng Thống bày ra kế "liên hoàn thuyền" để lừa Tào Tháo, giúp Chu Du chiến thắng. Việc này hoàn toàn không được ghi trong bất kỳ sách sử nào.
Bộ tướng của Chu Du là Hoàng Cái hiến kế: "Tôi quan sát thấy chiến thuyền của quân Tháo đầu đuôi liên tiếp nhau, có thể dùng kế hoả công để chúng phải bỏ chạy vậy". Chu Du nghe theo, lập tức cho chọn lấy mấy chục chiến thuyền, che trùm kín mít, chứa đầy cỏ khô, trong tẩm dầu mỡ, ngoài dùng vải che kín, trên cắm cờ xí; ngoài ra Cái còn chuẩn bị nhiều thuyền nhỏ để trốn thoát.
Hoàng Cái gửi thư giả đầu hàng Tào Tháo, vào một đêm có gió đông nam, quân Ngô dùng hỏa công đánh trại của Tào Tháo. Các chiến thuyền quân Tào bị khóa không chạy tản ra được, đều bị thiêu. Chu Du cùng các tướng cưỡi thuyền nhẹ theo sau, cho quân đánh trống vang to như sấm, lửa lan lên doanh trại trên bờ, quân Tào tan vỡ, Tào Tháo bỏ chạy.
Do bị liên quân của Tôn Quyền và Lưu Bị đuổi, Tào Tháo cho Tào Nhân giữ Nam Quận, rồi rút về phương bắc. Trận Xích Bích đưa tên tuổi Chu Du nổi lên, và được liệt vào hàng những tướng giỏi của lịch sử Trung Quốc.
Trong tiểu thuyết Tam quốc diễn nghĩa, nhà văn La Quán Trung đã hư cấu ra hàng loạt tình tiết miêu tả mưu kế thần thánh của nhân vật Gia Cát Lượng trong suốt chiến dịch Xích Bích như "thuyền cỏ mượn tên", cùng Chu Du viết chữ "Hỏa" trong lòng bàn tay, lập đàn hô mưa gọi gió đông (tất cả đều không có thật) khiến nhân vật Chu Du ghen tức tài năng. Trên thực tế, theo các sử gia, Gia Cát Lượng không những không có vai trò quân sự gì trong trận Xích Bích, mà còn "đã học tập được nhiều điều bổ ích ở Chu Du và Lỗ Túc".

#### Lưu Bị, Tào Tháo gièm pha
Trong một bữa tiệc, Tôn Quyền và Lưu Bị nói chuyện về thứ bậc các quan tướng, Bị khen Chu Du:
"Công Cẩn văn võ thao lược, là anh tài trong đám vạn người."
nhưng sau đó lại chêm thêm rằng:
"Xem người có chí khí lớn như thế, sợ rằng chẳng chịu làm kẻ bầy tôi tầm thường lâu."
Tào Tháo thua chạy về đến Trung Nguyên, tuyên bố rằng mình chẳng có gì phải xấu hổ, rồi gửi thư cho Tôn Quyền, viết:
"Chiến dịch Xích Bích, gặp lúc có dịch bệnh, Cô đốt thuyền rồi tự lui quân, không ngờ Chu Du thu được cái hư danh ấy."
Cái danh của Chu Du vang xa, nên Tào Tháo, Lưu Bị đều sợ mà gièm pha. Thế nhưng dù người khác có bình luận ra sao thì Tôn Quyền vẫn một lòng tín nhiệm Chu Du.

#### Tưởng Cán dụ hàng
Năm 209, Tào Tháo sai người bạn cũ của ông là Tưởng Cán đến thăm và dụ hàng ông. Dù Tưởng Cán đóng vai kẻ sĩ nhàn tản đến gặp với tư cách bạn bè, Chu Du vẫn nhận ra dụng ý của họ Tưởng. Ông hậu đãi Tưởng Cán mấy ngày rồi nói thẳng quan điểm của mình không bao giờ thay lòng đổi dạ thờ họ Tôn. Tưởng Cán biết không thể dụ được ông, đành quay về báo lại cho Tào Tháo. Các danh sĩ Giang Đông vì vậy càng kính phục Chu Du.

### Vây chiếm Giang Lăng
Chu Du cùng Trình Phổ tiến đánh Nam Quận. Hai bên còn chưa giao tranh thì Chu Du đã phái Cam Ninh đi chiếm Di Lăng. Ninh bị quân Tào bao vây, cầu cứu Chu Du. Du nghe lời Lã Mông, để Lăng Thống giữ hậu phương, còn mình đích thân cùng Mông đi giải vây Cam Ninh.
Lưu Bị nói với Chu Du rằng: "Thành Giang Lăng lương thảo rất nhiều, tôi sai Trương Dực Đức dẫn một nghìn người đi theo ngài, ngài chia hai nghìn quân đi theo tôi, tôi theo dòng Hạ Thủy xuống cắt đứt hậu phương của Nhân, Nhân hay tin tôi đến tất bỏ chạy". Du đưa thêm hai nghìn người cho Bị.
Hai bên chuẩn bị đại chiến, Chu Du thân chinh cưỡi ngựa đi trước trận thì bị tên bắn trúng sườn, phải lui về. Tào Nhân nghe tin ông phải nằm không dậy được, liền kéo ra khỏi thành bày trận tiến đánh. Chu Du đang trọng thương vẫn cố gắng ngồi dậy, đích thân đi xem xét quân doanh, khích lệ tinh thần binh sĩ. Tào Nhân thấy vậy rút quân về.
Quan Vũ theo lệnh biệt phái của Lưu Bị và Chu Du, mang quân lên phía Bắc nhằm chia cắt liên lạc giữa Thượng Giang và Giang Lăng, chặn đường rút lui của Tào Nhân, nhưng liên tiếp bị Lý Thông, Nhạc Tiến, Văn Sính đánh đại bại, kho lương và chiến thuyền của Vũ ở Tầm Khẩu bị đốt sạch. Do vậy, đường tiếp tế của quân Tào cho Giang Lăng vẫn thông suốt.
Quân Ngô bao vây thành Giang Lăng hơn một năm, cuối cùng quân Tào tổn thất quá nặng, phải rút về Tương Dương, quân Ngô chiếm được phần lớn Nam Quận. Tôn Quyền bèn phong cho Chu Du làm Thiên tướng quân (偏將軍) kiêm thái thú Nam Quận, được hưởng thực ấp ở các huyện Hạ Tiêu, Hán Xương, Lưu Dương và Châu Lăng, trụ sở đóng tại huyện Giang Lăng thuộc Nam Quận.
Trong tiểu thuyết Tam quốc diễn nghĩa, nhà văn La Quán Trung đã hư cấu ra việc nhân vật Gia Cát Lượng dùng mưu phỗng tay trên đoạt cả Giang Lăng và Tương Dương, khiến nhân vật Chu Du tức thổ huyết. Tuy nhiên trong các hồi sau, tác giả lại quên mất và cho Tương Dương nằm trong tay Tào Tháo, rồi Quan Vũ lại đến đánh chiếm Tương Dương. (Tất cả đều là hư cấu, trên thực tế Giang Lăng trở thành dinh sở của tân thái thú Nam Quận Chu Du, còn quân Tào chưa bao giờ mất Tương Dương trong suốt thời Tam Quốc).

#### Hiến kế và sách lược tương lai
Trong lúc quân Ngô khổ chiến với quân Tào thì Lưu Bị cũng tranh thủ giành đất Kinh châu, chiếm được vài quận phía nam. Lưu Bị sau đó còn sang Ngô Quận gặp Tôn Quyền đề nghị cho mượn Nam quận, với danh nghĩa "mượn Kinh châu" để cùng chống Tào Tháo. Chu Du nghe tin bèn viết thư cho Tôn Quyền phản đối việc này. Ông đề nghị hãy giữ Lưu Bị lại, dùng mỹ nhân lung lạc, và ly cách với các mãnh tướng Quan Vũ, Trương Phi, điều hai tướng này đi chinh chiến để lợi dụng tài năng của họ.
Mặc dù Tôn Quyền chưa đồng ý cho Lưu Bị mượn Nam quận, nhưng ông vẫn rất coi trọng liên minh với Lưu Bị để cùng chống Tào Tháo còn rất mạnh ở phía bắc, nên không tiếp nhận kế giam lỏng Lưu Bị của của Chu Du.
Trong tiểu thuyết Tam quốc diễn nghĩa, nhà văn La Quán Trung đã hư cấu ra việc nhân vật Gia Cát Lượng tiên đoán trước mọi việc, viết sẵn 3 cẩm nang cho nhân vật Triệu Vân, lợi dụng nhân vật hư cấu là Ngô quốc thái và Kiều Công (lúc đó đã mất từ lâu) để khiến nhân vật Chu Du "đã mất phu nhân lại thiệt quân".
Đánh giá về mưu kế của Chu Du, các học giả Trung Quốc cho rằng: Giam lỏng Lưu Bị thì khả thi và cũng là một độc kế, nhưng lợi dụng Trương Phi và Quan Vũ phục vụ cho mình thì khó mà thực hiện được và Chu Du không hiểu quan hệ gắn bó của 3 người Lưu Quan Trương tới mức nào.
Kế đó không thành, Chu Du lại nghĩ kế khác, đề nghị với Tôn Quyền:
Tào Tháo mới bị đại bại, không thể cử binh đánh ta. Đây là thời cơ tốt để ta mở rộng thế lực. Tôi xin cùng Phấn uy tướng quân Tôn Du đánh vào chiếm đất Thục, được Thục rồi diệt Trương Lỗ. Sau đó lưu Phấn uy tướng quân ở lại cố thủ, liên kết với Mã Siêu cùng chống Tào. Tôi sẽ trở về cùng ngài đánh chiếm Tương Dương, tập kích Tào Tháo, tiến lên phía bắc.
Kế sách này của Chu Du được xem là có tầm nhìn xa trông rộng, được các nhà nghiên cứu đánh giá rất cao. Bên ngoài là đối địch với Tào Tháo, bên trong là ngầm thanh toán Lưu Bị. Tôn Quyền tán thành mưu kế của Chu Du. Ông quay về Giang Lăng gấp, chuẩn bị cho cuộc chiến.
Trong tiểu thuyết Tam quốc diễn nghĩa, nhà văn La Quán Trung đã hư cấu rằng việc đánh Thục chỉ là "kế mượn đường diệt Quắc" của nhân vật Chu Du để cướp "Kinh Châu", nhưng bị nhân vật Gia Cát Lượng vạch trần. Sau nhiều lần bị chọc tức, nhân vật Chu Du kêu lên "Trời sinh Du sao còn sinh Lượng" rồi chết. Đây hoàn toàn là màn kịch do La Quán Trung tự tô vẽ nên để tâng bốc Gia Cát Lượng, nhân vật này sau đó còn "chọc tức" làm chết nhân vật Tào Chân và nhân vật Vương Lãng (cũng đều là việc hư cấu).

### Qua đời
Đang gấp rút chuẩn bị cuộc chiến thì Chu Du bị bệnh nặng ở Ba Khâu. Biết mình không qua khỏi, Chu Du viết lại thư gửi Tôn Quyền, dặn lại ba việc:
1. Đề cử Lỗ Túc thay mình cầm quân
2. Phải đề phòng Tào Tháo ở phía bắc ("Tào công phía bắc, biên cương không yên")
3. Không thể quên nguy cơ từ Lưu Bị ("Lưu Bị ở nhờ khác nào nuôi hổ").

Rồi Chu Du qua đời, năm đó ông 36 tuổi (năm 210). Tôn Quyền nghe tin khóc than: "Công Cẩn có tài phò vương, nay chợt đoản mệnh, cô còn biết nhờ cậy ai!", rồi tự mình mặc áo tang đến để tang ông. Linh cữu Chu Du được chuyển về Ngô Quận, Tôn Quyền ra tận Vu Hồ nghênh đón.
Trong tiểu thuyết Tam quốc diễn nghĩa, nhà văn La Quán Trung đã hư cấu ra việc nhân vật Gia Cát Lượng đến dự tang lễ của Chu Du, nhân vật Lỗ Túc cảm động khóc, ca ngợi Gia Cát Lượng và chê bai nhân vật Chu Du là "hẹp hòi, tự chuốc lấy cái chết".

Sau này Tôn Quyền xưng đế (năm 229), vẫn nhớ tới Chu Du: 
Không có Chu Công Cẩn, cô không có được ngai vị hoàng đế này.
Tuy nhiên, Tôn Quyền không phong thụy hầu cho bất kỳ quan tướng Đông Ngô nào, do vậy Chu Du không có tước hầu.
Cái chết của Chu Du khiến Lưu Bị và Gia Cát Lượng bớt được áp lực lớn từ phía Đông Ngô, vì người kế tục ông là Lỗ Túc chủ trương hòa hiếu với Lưu Bị.

## Tài năng và nhân cách

### Tài năng
Chu Du từ lúc mới 20 tuổi đã cùng Tôn Sách đi chinh chiến khắp Giang Đông, giúp Sách đặt nền móng cho Đông Ngô sau này. Sau khi Tôn Sách chết, ông tiếp tục thống lĩnh quân đội của Tôn Quyền, các trận đánh lớn, nhỏ do ông chỉ huy hầu hết đều đạt được thắng lợi. Việc Chu Du khuyên Tôn Quyền không đưa con và triều làm con tin cũng cho thấy khả năng phân tích tình hình và nhận định chiến lược của ông.

Sau khi liên quân thắng trận, Lưu Bị tuy muốn ly gián Chu Du và Tôn Quyền, nhưng vẫn phải khen ông rằng:
Công Cẩn văn võ thao lược, là anh tài trong đám vạn người.
Sau này, Tôn Quyền cùng Lục Tốn đàm luận về Chu Du: "Công Cẩn hùng liệt, đảm lược hơn người, đánh bại Mạnh Đức, khai phá Kinh Châu, cao xa thì khó kế thừa, khanh (Lục Tốn) nay làm được".
Năm 731, Đường Minh Hoàng cho xây Võ miếu đầu tiên gọi là Thái Công Thượng phụ miếu, thờ chủ thần là Khương Thái công cùng 10 danh tướng các thời. Năm 782, Đường Đức Tông đưa thêm vào Võ miếu một số danh tướng như Tôn Tẫn, Liêm Pha, Vệ Thanh, Hoắc Khứ Bệnh... trong đó thời Tam quốc có Chu Du, Đặng Ngải, Quan Vũ, Trương Phi.
Trần Văn Đức, tác giả sách Khổng Minh Gia Cát Lượng Đại Truyện (thuộc thể loại Tam Quốc ngoại truyện) đánh giá Chu Du là một thiên tài quân sự. Những phân tích của Chu Du về thực lực của quân Tào trước trận Xích Bích cho thấy ông có thiên tài vạch sách lược chiến đấu, lại liên tục ở chiến trường nên thông tin tình báo của ông rất phong phú và chính xác, các quan tướng Đông Ngô khác đều không sánh kịp. Gia Cát Lượng dẫu chú trọng việc tình báo cũng không nắm rõ  tình hình quân Tào bằng ông. La Quán Trung khi viết tiểu thuyết Tam quốc diễn nghĩa đã miêu tả rằng nhân vật Chu Du ghen tức tài năng của nhân vật Gia Cát Lượng, đây là sự hư cấu mang tính tiểu thuyết của nhà văn, không chính xác về mặt lịch sử.
Dịch Trung Thiên, tác giả sách Phẩm Tam Quốc cho rằng Chu Du có lẽ đánh trận rất đẹp, chỉ huy quân đội cũng giống như chỉ huy ban nhạc, biến chiến tranh thành nghệ thuật, thân là tướng soái mà quạt lông khăn lượt thì đấy là phong thái của nho tướng, bày mưu trong trướng, theo kế chỉ huy, cuối cùng đã khắc địch, lấy ít đánh nhiều giành lấy phần thắng. Chu Du lúc này được coi là vị tướng tài ba, ý chí ngời ngời, nổi tiếng khắp nơi. Lúc đó Chu Du thậm chí còn không nghĩ Gia Cát Lượng sẽ là địch thủ hàng đầu của mình, chẳng cớ gì phải tìm cách ám hại.

### Nhân cách
Tưởng Cán được Tào Tháo phái đi dụ Chu Du về với mình, lúc trở về nói rằng: "Chu Du tao nhã tột bậc, rộng lượng, có chí khí lớn, không thể dùng lời nói mà ly gián được".
Ngô Lục của Trương Bột chép: Lưu Bị mượn 2.000 quân của Chu Du, Du liền đưa thêm hai nghìn người cho Bị.
Chu Du là người có chí lớn, phong độ hơn người, nói năng đĩnh đạc. Ông đối đãi với mọi người rất khiêm tốn, lễ phép và thường lấy đức để thu phục mọi người. Thời Tôn Sách, Tôn Quyền còn trẻ và chỉ làm tướng quân, mọi người thường thiếu lễ độ, nhưng Chu Du vẫn rất giữ phép tắc.
Trình Phổ lớn tuổi hơn Chu Du nhưng chức vụ ở dưới, thường tỏ ý không phục, nhiều lần lấn át, khinh thị ông. Chu Du vẫn nhún nhường, nhất định không so bì tranh chấp với Trình Phổ. Sau này dần khiến Trình Phổ phải tự kính trọng, khâm phục ông. Phổ nói với người khác rằng:
| “ | Ta giao tiếp với Chu Công Cẩn, như uống rượu nồng, chẳng biết say lúc nào nữa. | ” |

Người đương thời cho là Chu Du khiêm nhường mà thu phục được người khác.
Nhà văn La Quán Trung khi viết tiểu thuyết Tam quốc diễn nghĩa (thế kỷ 14) cũng mô tả Chu Du là người lễ độ nho nhã, rất được binh sỹ yêu mến, nhưng nhân vật Chu Du lại hẹp hòi đố kỵ với Gia Cát Lượng, điều này thì trong sử sách hoàn toàn không có ghi lại, chỉ là do nhà văn hư cấu để đề cao nhân vật Gia Cát Lượng.

### Am hiểu âm luật
Chu Du có khí chất tài hoa. Ông không chỉ trau dồi nhân phẩm, giỏi trận mạc mà còn am hiểu nghệ thuật, nhất là âm nhạc. Ngay cả khi rượu đã 3 tuần, tức đã ngà ngà say, ông vẫn nhận ra được khi có nốt nhạc bị đánh sai. Vậy nên mới có chuyện người đương thời lưu truyền câu "Khúc hữu ngộ, Chu Lang cố" (Nốt nhạc đánh sai, Chu Lang ngoảnh lại). Một võ tướng mà nắm vững âm luật như thế, thì chắc chắn cũng biết rõ cách điều binh khiển tướng, nắm vững nghệ thuật tiến hành chiến tranh.
Nhà thơ Lý Đoan thời Đường có bài thơ ngũ ngôn tứ tuyệt Minh tranh (鳴箏) nhắc đến điển cố trên:
| Chữ Hán    | Phiên âm                 | Dịch nghĩa                         |
| ---------- | ------------------------ | ---------------------------------- |
| 鳴箏金粟柱 | Minh tranh kim túc trụ   | Gảy chiếc đàn tranh có trụ vàng    |
| 素手玉房前 | Tố thủ ngọc phòng tiền   | Bàn tay nõn nà trước phòng ngọc    |
| 欲得周郎顧 | Dục đắc Chu Lang cố      | Muốn được Chu Lang ngoảnh lại nhìn |
| 時時誤拂弦 | Thời thời ngộ phất huyền | Nên thỉnh thoảng lại gảy nhầm dây  |

### Quạt lông, khăn lược
Nhà thơ nổi tiếng Tô Đông Pha vào thế kỷ 11 đã viết bài Niệm nô kiều – Xích Bích hoài cổ (念奴嬌－赤壁懷古), trong đó miêu tả Chu Du tay cầm quạt lông, đầu đội khăn lược, phong thái anh hùng, nói cười khoan khoái mà tiêu diệt quân Tào.
| Chữ Hán      | Phiên âm                      | Dịch nghĩa                    |
| ------------ | ----------------------------- | ----------------------------- |
| 遙想公瑾當年 | Dao tưởng Công Cẩn đương niên | Nhớ lại Công Cẩn thời bấy giờ |
| 小喬初嫁了   | Tiểu Kiều sơ giá liễu         | Mới vừa cưới Tiểu Kiều        |
| 雄姿英發     | Hùng tư anh phát              | Tư thái anh hùng              |
| 羽扇綸巾     | Vũ phiến luân cân             | Quạt lông khăn lụa            |
| 談笑間       | Đàm tiếu gian                 | Giữa lúc nói cười             |
| 檣櫓灰飛煙滅 | Cường lỗ hôi phi yên diệt     | Giặc mạnh tiêu theo khói      |

Thật ra Chu Du ăn mặc thế nào thì sử sách không ghi lại, Tô Đông Pha cũng không thể biết được. Ở đây nhà thơ muốn nói lên phong cách nho nhã của Chu Du.

## Gia đình và hậu duệ
Khoảng giữa năm 198 đến năm 199, Chu Du cùng Tôn Sách đánh chiếm Hoãn Thành thành, gặp được 2 cô con gái của Kiều công là Nhị Kiều. Chu Du lấy Tiểu Kiều (小喬) làm vợ, còn Tôn Sách lấy Đại Kiều (大喬). Khi đấy, Chu Du và Tôn Sách chỉ mới 24 tuổi, đều là nhân sĩ thành đạt, cho nên Tôn Sách nói với Chu Du rằng "hai người con gái của Kiều công tuy sắc nước hương trời, nhưng lấy được hai chúng ta làm chồng, chắc cũng mãn nguyện".
Chu Du có hai con trai và một con gái, tuy nhiên không rõ có phải do Tiểu Kiều sinh ra hay không:
- Con trai lớn tên là Chu Tuần (周循); có cử chỉ và phong thái rất giống cha. Tôn Quyền gả người con gái rất mực yêu quý là Tôn Lỗ Ban cho ông và phong chức Kị Đô Úy (騎都尉), nhưng ông chết sớm.
- Con trai thứ tên Chu Dận (周胤); cưới vợ là người trong họ tộc của Tôn Quyền. Ông làm tới chức Hưng Nghiệp Đô Úy (興業都尉), chỉ huy 1000 quân tại thành Công An (公安). Năm 229, Tôn Quyền xưng đế và phong ông làm Đô Hương hầu (都鄉侯). Sau này, do phạm tội nên Chu Dận bị đày tới quận Lư Lăng. Năm 239, Gia Cát Cẩn và Bộ Chất dâng biểu nhắc tới những công lao đóng góp ngày xưa của Chu Du, xin ân xá và phục hồi chức tước cho Chu Dận. Tôn Quyền miễn cưỡng đồng ý nhưng ông cho rằng mức độ phạm tội của Chu Dận quá nặng, và nói rằng Chu Dận không biết hối hận. Tuy nhiên, sau nhiều lần thúc giục từ Gia Cát Cẩn, Bộ Chất, Chu Nhiên và Toàn Tông, Tôn Quyền đã đồng ý, nhưng Chu Dận đã chết vì bệnh trong khi bị lưu đày. Sự nghiệp lẫy lừng của Chu gia cũng vì thế mà tiêu tùng trong tay người con thứ này.
- Con gái của Chu Du lấy con trai lớn của Tôn Quyền là Thái tử Tôn Đăng, sinh được 3 người con.

Theo ông Chu Bá Tuyền, Ủy viên Thường vụ Ủy ban Nghiên cứu lịch sử văn hóa Viêm Hoàng Trung Quốc, hậu duệ đời thứ 63 của Chu Du, thì con cháu của Chu Du hiện tụ cư đông nhất ở vùng Mật Hồ, An Phúc, tỉnh Giang Tây với 35 hộ – hơn 130 người. Đây là dòng chính từ Chu Dận, con trai thứ của Chu Du. Ông Chu Bá Tuyền còn cho biết diễn viên điện ảnh nổi tiếng Châu Nhuận Phát chính là hậu duệ của Chu Du, thuộc dòng chính từ Chu Ứng Đẩu tách ra nhánh Chu gia ở Triều Dương – Quảng Đông.

## Trong văn học nghệ thuật

### TrongTam Quốc diễn nghĩa
Chu Du là một nhân vật trong tiểu thuyết Tam Quốc diễn nghĩa của La Quán Trung, xuất hiện từ hồi 15 đến hồi 56.
Tam Quốc diễn nghĩa mô tả Chu Du khá sát với lịch sử, là người văn võ song toàn và rất trung thành với Tôn Quyền. Nhưng do lấy Thục Hán làm chính thống và để câu chuyện thêm phần kịch tính, La Quán Trung đã sáng tác nhiều tình tiết mô tả việc nhân vật Chu Du e ngại Gia Cát Lượng sẽ là mối họa cho Đông Ngô, nên nhiều lần tìm cách mưu hại nhân vật Gia Cát Lượng, nhưng lần nào ông cũng bị Gia Cát Lượng qua mặt (những tình tiết này hoàn toàn là hư cấu, không có trong sử sách).
Vì muốn đề cao Gia Cát Lượng, La Quán Trung đã hạ bớt vai trò của Chu Du trong trận Xích Bích. Các học giả sau này vạch ra sự vô lý của hồi 44: "Khổng Minh dùng kế khích Chu Du": 
Khi 3 người Chu Du, Gia Cát Lượng và Lỗ Túc gặp nhau trong buổi đêm hôm đó đột nhiên Chu Du và Gia Cát Lượng tỏ ý muốn đầu hàng Tào, chỉ còn lại Lỗ Túc muốn chống Tào. Chu Du bị Gia Cát Lượng khích bác nguy cơ mất người vợ đẹp (Tiểu Kiều) về tay Tào Tháo nếu để thua quân Tào khiến ông nổi giận quyết tâm đánh họ Tào. Điều vô lý được chỉ ra là Chu Du vốn luôn được mô tả là người có ý định chủ chiến (phái diều hâu – đối nghịch với Trương Chiêu) từ đầu sau khi nhận lời ký thác của Tôn Bá Phù; Gia Cát Lượng thì một lòng một dạ sang Giang Đông bằng mọi giá phải kéo được Tôn Quyền ngả theo Lưu Bị để cứu Lưu Bị trong cơn nguy cấp, vì vậy không có lý gì tỏ thái độ vờ vĩnh với Chu và Lỗ. Tác giả Dịch Trung Thiên khi phân tích đoạn này coi đó là một màn kịch khôi hài của La Quán Trung, hình tượng cả ba nhân vật Chu Du, Gia Cát Lượng và Lỗ Túc đều khác xa thực tế. Hình ảnh Chu Du từ một con người nuôi chí lớn xây dựng cơ nghiệp Giang Đông phù họ Tôn, bắc phạt họ Tào trở thành một người hăng máu đánh trận Xích Bích chỉ vì ghen tuông.
Ngoài ra, trong trận Xích Bích, La Quán Trung còn kể việc nhân vật Chu Du muốn nổi lửa đốt thủy trại quân Tào phải nhờ có nhân vật Gia Cát Lượng cầu gió đông. Sau trận Xích Bích, nhân vật Chu Du trở thành người nhọc công chiến đấu nhưng bị nhân vật Gia Cát Lượng giúp Lưu Bị nẫng tay trên mất 3 quận Kinh châu, khiến ông uất quá thổ huyết.
Việc Tưởng Cán đến dụ Chu Du ở hồi 45 được La Quán Trung gắn với trận Xích Bích, khi Tào Tháo mang đại quân áp sát biên giới Đông Ngô. Tam Quốc diễn nghĩa kể rằng trong lần gặp Tưởng Cán, Chu Du còn lợi dụng Tưởng Cán đưa tin thất thiệt khiến Tào Tháo nghi ngờ giết hai đô đốc thủy quân giỏi của Kinh châu mới về hàng là Trương Doãn và Sái Mạo, khiến quân Tào không còn tướng chỉ huy quân thủy giỏi. Kỳ thực, Tào Tháo sai Tưởng Cán đi dụ ông sau trận thua lớn ở Xích Bích.
Những tình tiết nhân vật Chu Du ba lần bị nhân vật Gia Cát Lượng chọc tức dẫn tới cái chết của ông đều là hư cấu của La Quán Trung. Ông bị La Quán Trung mô tả là người đố kỵ và luôn tìm cách hại Gia Cát Lượng nhằm trừ đi mối họa cho Đông Ngô. Ngay trước khi nổi lửa ở Xích Bích, nhân vật Chu Du đã có ý định trừ khử nhân vật Gia Cát Lượng nhưng không thành. Trước khi chết, nhân vật Chu Du uất hận than: "Trời đã sinh ra Du sao còn sinh ra Lượng?" Trong bộ "Tướng soái cổ đại Trung Quốc" của các tác giả Trịnh Phúc Điền, Khả Vĩnh Tuyết và Dương Hiệu Xuân có ghi: "đó là lời lẽ của nhà văn, hoàn toàn không đáng tin cậy". Trong sách "Phẩm Tam Quốc" của Dịch Trung Thiên viết: "nhắc tới vị danh tướng Giang Đông, người ta thường nghĩ ngay đến câu chuyện "Ba lần chọc tức Chu Du", là "Đã sinh Du sao còn sinh Lượng" và "Chu Du mẹo giỏi yên thiên hạ, đã mất phu nhân lại thiệt quân" v.v... Tiếc thay, đó là tiểu thuyết, không phải lịch sử, trong sử Gia Cát Lượng chưa từng chọc tức Chu Du. Và dù có chọc tức cũng không thể chết được. Vì sao vậy? Bởi vì Chu Du tính tình mạnh mẽ, hào phóng... Ngược lại, Gia Cát Lượng, một người đức độ cao siêu lại được coi là "Ba lần chọc tức Chu Du", được mô tả thành "kẻ tiểu nhân gian trá hiểm ác" (lời Hồ Thích), nghĩ xem, đau xót biết chừng nào! Chúng ta thấy, lịch sử xa cách chúng ta, có lúc xa cách đến như vậy".

### Phim ảnh
Nhân vật Chu Du trên phim ảnh Trung Quốc xuất hiện trong các bộ phim Tam Quốc diễn nghĩa và Đại chiến Xích Bích. Trong phim Tam Quốc diễn nghĩa, vai Chu Du do diễn viên Hồng Vũ Trụ đóng. Nhân vật Chu Du trong phim Đại chiến Xích Bích do diễn viên Lương Triều Vỹ thể hiện.

### Thơ ca
Chu Du là nhân vật tài hoa, có cá tính đậm nên thường được các thi nhân đời sau nhắc lại, tên của ông hay gắn với trận đại chiến Xích Bích:
- Đỗ Mục trong bài Xích Bích hoài cổ có 2 câu nổi tiếng:

Đông phong bất dữ Chu Lang tiện
Đồng Tước xuân thâm toả nhị kiều
Nghĩa là:
Gió đông không giúp Chu Lang
Thì đài Đồng Tước khoá xuân hai Kiều.
- Tô Thức thời Tống, trong bài từ nổi tiếng điệu Niệm nô kiều có nhắc đến Chu Du:

Đại giang đông khứ,
Lãng đào tận thiên cổ phong lưu nhân vật.
Cổ luỹ tây biên,
Nhân đạo thị Tam Quốc Chu Du Xích Bích
Nghĩa là: Sông lớn chảy về Đông, cuốn đi hết thảy nhân vật phong lưu ngàn thuở, thành lớn ở phía Tây người bảo đó là Tam Quốc, Chu Du, Xích Bích.
- Tản Đà trong bài hát nói Hỏi gió cũng nói về Chu Lang:

Thử thị Đà Giang, phi Xích Bích
Dã vô Gia Cát dữ Chu Lang!
Nghĩa là:
Đây là sông Đà, không phải Xích Bích
Không có Gia Cát với Chu Lang.